# Záhořín
Záhořín (německy Sohr) je osada, část města Cvikov v okrese Česká Lípa. Nachází se asi 5,5 kilometru jižně od Cvikova při silnici mezi vesnicemi Svojkov a Svitava. Záhořín leží v katastrálním území Svitava o výměře 3,42 km². V lese poblíž vesnice stojí kaple svatého Františka z Assisi (známa jako Záhořínská).

## Historie
První písemná zmínka o vesnici pochází z roku 1455.